# سسیل ایستوود
سسیل ایستوود (انگلیسی: Cecil Eastwood; ۷ مهٔ ۱۸۹۴ – 1968 (aged 74)) بازیکن فوتبال اهل بریتانیا بود.
از باشگاه‌هایی که در آن بازی کرده‌است می‌توان به باشگاه فوتبال استوک سیتی، باشگاه فوتبال استوک‌پورت کانتی، باشگاه فوتبال پرستون نورث اند، و باشگاه فوتبال پلیموث آرگیل اشاره کرد.